# 卡薩諾瓦斯峰

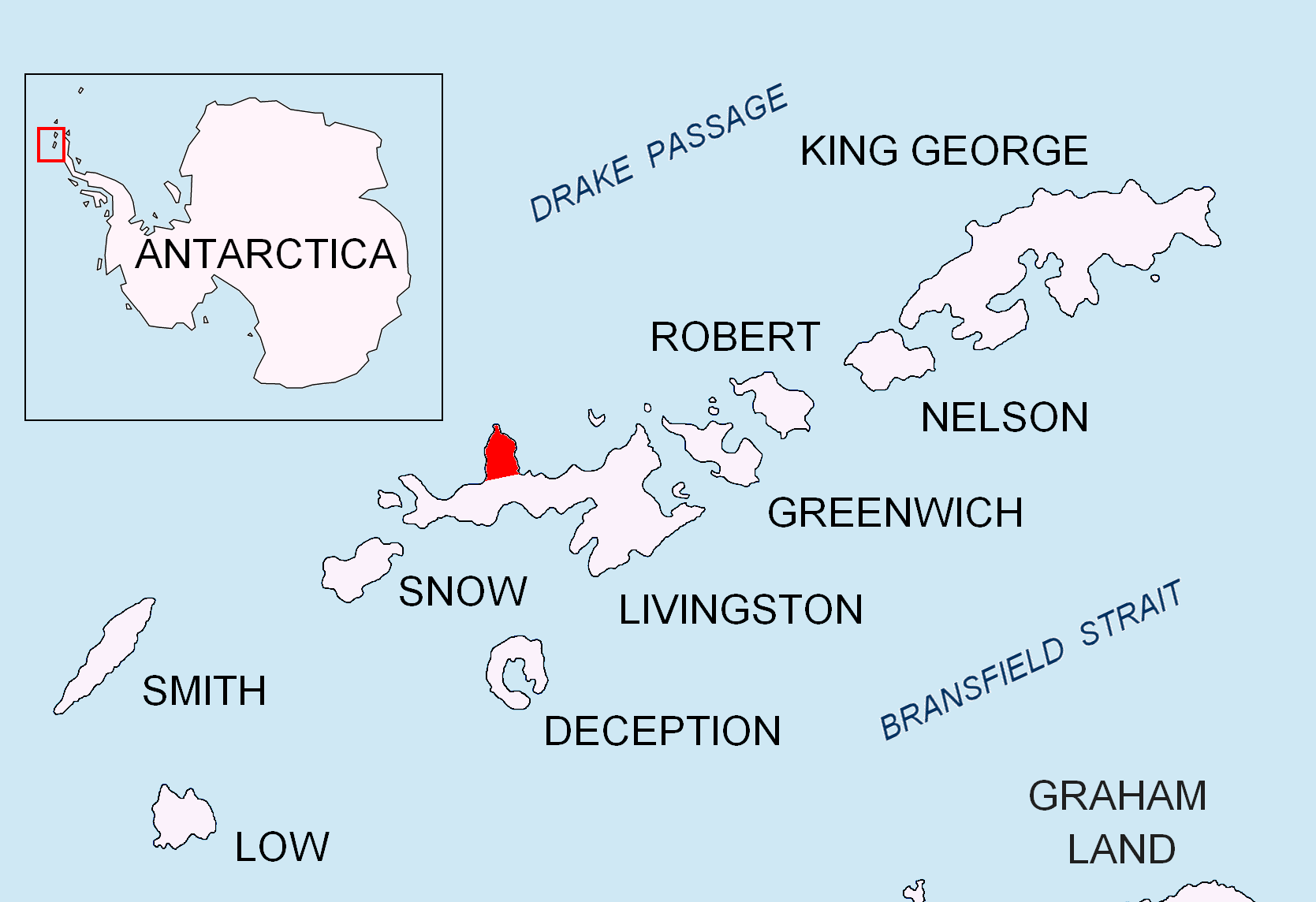

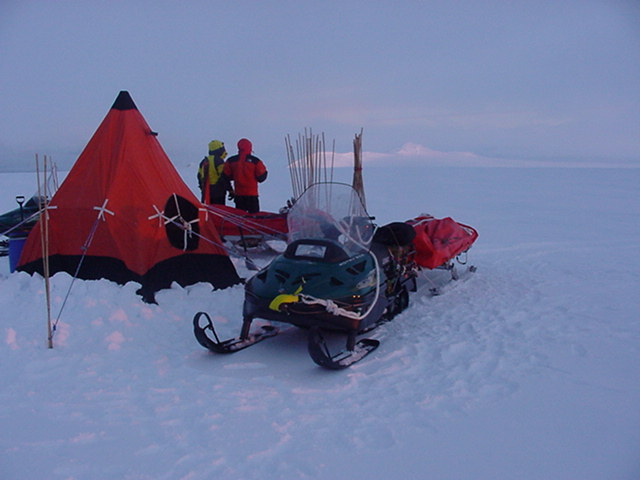

卡薩諾瓦斯峰是南極洲的山峰，位於南設得蘭群島中利文斯頓島的若望保祿二世半島，處於斯諾峰以西3公里，海拔高度325米。
62°34′59″S 60°42′43″W / 62.58306°S 60.71194°W

## 外部連結
- SCAR Composite Antarctic Gazetteer（页面存档备份，存于）.